# Sebastián Guzmán (futbolista)
Sebastián Guzmán (nacido el 20 de enero de 1912 en Córdoba-fallecido el 4 de abril de 1989) fue un futbolista argentino que brilló jugando como delantero durante la década de 1930 y principios de la de 1940.

## Carrera

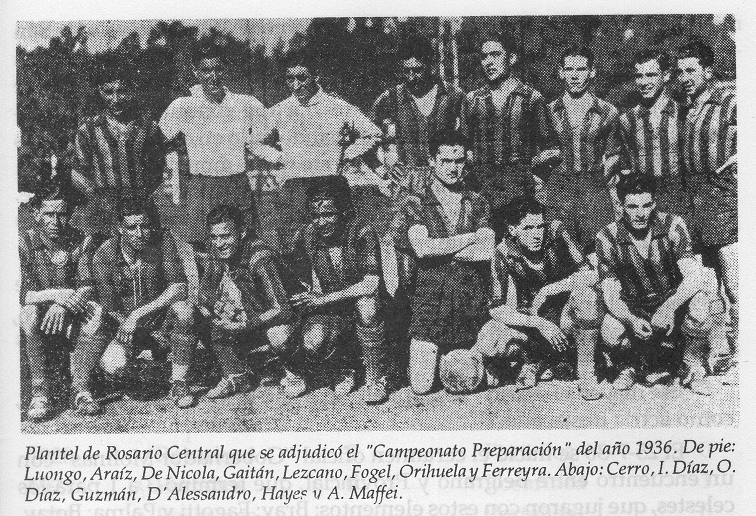
Rosario Central en 1936. Parados: Rafael Luongo, Pedro Aráiz, Cándido De Nicola, Germán Gaitán, Justo Lescano, Alfredo Fógel, Atilio Orihuela, Félix Ferreyra; hincados: Juan Cerro, Ignacio Díaz, Oscar Díaz, Sebastián Guzmán, Roberto D'Alessandro, Harry Hayes (hijo), Aníbal Maffei.

Proveniente del fútbol cordobés, Guzmán llegó a Rosario Central en 1932, época en la que el fútbol argentino daba sus primeros pasos en el profesionalismo, y con el club de Arroyito jugando aún en los torneos de la Asociación Rosarina de Fútbol. Si bien era de estatura mediana y físico prominente, se destacaba por su habilidad en el manejo de la pelota, su visión de juego, su gran juego aéreo y su potente remate, lo que lo convertía en un temible centrodelantero.
Su debut se produjo por la primera fecha del Torneo Gobernador Luciano Molinas, el 10 de abril ante Provincial. El marcador favoreció al canalla 5-1, con cuatro tantos de Guzmán. Convertiría 17 tantos en los 16 partidos que jugó en el torneo. 
Para 1933 llegó al primer equipo centralista Juan Cagnotti, con lo que se inició una delantera que marcaría historia en el club: Cagnotti, Julio Gómez, Guzmán, Cayetano Potro, y el "Chueco" García. Si bien la participación de Guzmán durante este año se limitó a 8 partidos, logró marcar 11 goles.

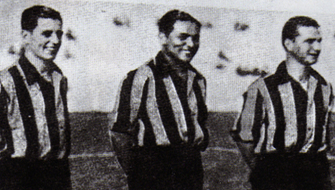
Julio Gómez, Sebastián Guzmán y Cayetano Potro, en el Rosario Central de 1934.

En 1934 esta delantera comenzó a mostrar su mayor esplendor, si bien Central debió conformarse con el segundo puesto tanto en el Preparación como en el Molinas. Guzmán convirtió 27 tantos en 25 encuentros, ganándose definitivamente las preferencias del público. Al año siguiente consiguió marcar una veintena de goles, mientras que en 1936 sumó su único título con la institución auriazul: el Torneo Preparación.
Dejó el club habiendo jugado 76 partidos y convertido 82 goles, lo que lo convierte en el sexto máximo goleador de Rosario Central desde 1903 hasta el presente, compartiendo el puesto con Edgardo Bauza; además el tercero en la era profesional (desde 1931 a la fecha, puesto también compartido con el Patón. Tuvo un breve retorno a Central en 1940.

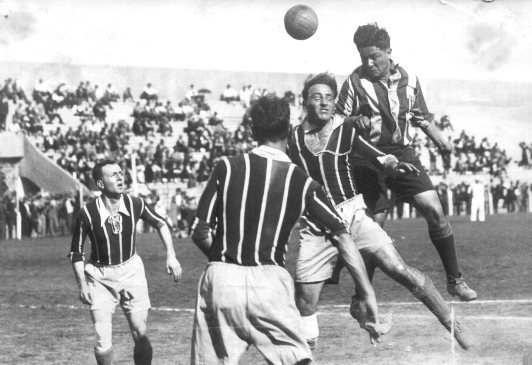
Guzmán ganando de cabeza, en un encuentro ante Chacarita Juniors.

Entre sus estadísticas se destacan el haber convertido 5 goles en un partido ante Gimnasia y Esgrima de Rosario en 1935 (victoria 9-2) y 4 en el mencionado partido debut; es el máximo anotador de su club ante todos los rivales que enfrentó en el período 1931-1938 (era profesional en la Rosarina): 15 goles a Provincial, 14 a Washington, 12 a Sparta, 10 a Belgrano y Tiro Federal, 6 a Gimnasia y Argentino (junto a Pascual Molinas y Ricardo Cisterna), 5 a Central Córdoba (junto a Enrique García) y Newell's Old Boys (junto a Aníbal Maffei).
Durante el Campeonato de Primera de AFA 1937 jugó primeramente por Chacarita Juniors y luego por Quilmes.
En 1938 pasó a Peñarol de Montevideo,en donde fue campeón uruguayo. Se destacó formando dupla de atacantes con Feliciano Freire. Luego de una operación de meniscos que lo dejó en mala forma física, tuvo su retorno a Rosario Central, ya jugando en la Primera División de AFA, mientras que en 1941 cruzó nuevamente el río de la Plata para vestir la casaca de Racing Club de Montevideo unas temporadas más.

## Clubes
| Club                 | País      | Año       |
| -------------------- | --------- | --------- |
| Rosario Central      | Argentina | 1932-1936 |
| Chacarita Juniors    | Argentina | 1937      |
| Quilmes              | Argentina | 1937      |
| Peñarol              | Uruguay   | 1938-1939 |
| Rosario Central      | Argentina | 1940      |
| Racing de Montevideo | Uruguay   | 1941      |

## Palmarés

### Campeonatos nacionales
| Equipo  | País    | Título           | Año  |
| ------- | ------- | ---------------- | ---- |
| Peñarol | Uruguay | Primera División | 1938 |

### Campeonatos regionales
| Equipo          | País      | Título             | Año  |
| --------------- | --------- | ------------------ | ---- |
| Rosario Central | Argentina | Torneo Preparación | 1936 |